# ГЕС Мор
ГЕС Мор (норв. Mår) — гідроелектростанція у південній частині Норвегії, за 110 кілометрів на захід від Осла. Вона використовує ресурс зі сточища кількох приток озера Тінншо, яке належить до Шієнського водозбору, що завершується річкою Шієнсельва, котра впадає до однієї з заток протоки Скагеррак.

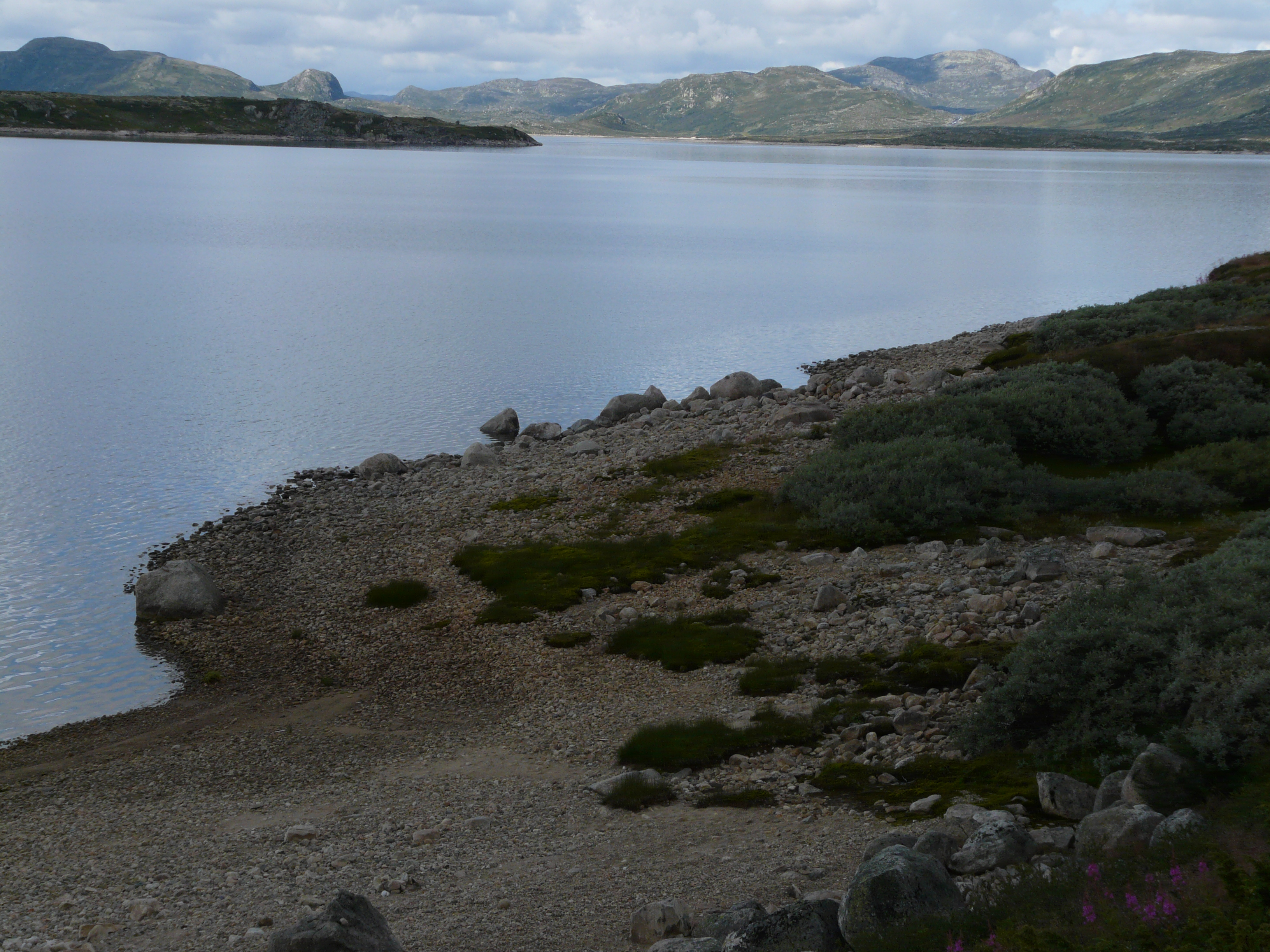
Друге за розміром сховище станції Kalhovdfjorden

Із заходу в Тінншо впадає річка Мона, котра так само відноситься до Шієнського водозбору. Північніше від долини Мони лежать сточища інших значних приток Тінншо — річок Goyst та Мор, котрі завершуються у північно-західній частині озера. Дериваційна схема ГЕС Мор побудована на перекиданні ресурсу в південному напрямку, від Мор, через сточище Goyst до машинного залу в долині Мони.
Найвищим резервуаром системи є водосховище Мор, котре утримує мурована гребля висотою 12,5 метра та довжиною 210 метрів. Її звели ще у 1918 році, за три десятиліття до появи ГЕС, з метою контролю над повенями. Сховище має припустиме коливання рівня між позначками 1100 та 1121 метр НРМ, що забезпечує корисний об'єм у 321 млн м3.
Водосховище Мор природним шляхом дренується до наступного озера Kalhovdfjorden, котре внаслідок реалізації гідроенергетичного проєкту перетворилось на складову однойменного водосховища, яке затопило водорозділ з Goyst, що протікає південніше. Для цього рівень води в річці Мор на виході з Kalhovdfjorden підняли за допомогою бетонної греблі висотою 15 метрів та довжиною 380 метрів, виконаної як platedam — подальший розвиток контрфорсної греблі, в якій контрфорси накриті похилою залізобетонною плитою. Водночас долину Goyst на виході з озера Strengetjønn перекрили греблею із трьох розділених невеликими скельними виступами частин висотою до 17 метрів та загальною довжиною 650 метрів. Внаслідок створеного з обох боків водорозділу підпору утворилось сховище Kalhovdfjorden, яке окрім двох названих поглинуло також озера Gøystavatnet, Sprogen, Geitebufjorden, Grytefjorden та Viervatnet. В результаті резервуар Kalhovdfjorden при коливанні рівня поверхні між позначками 1075 та 1087 метрів НРМ має корисний об'єм у 256,4 млн м3.
Зібраний у двох описаних вище водосховищах ресурс прямує далі на південний схід по річищу Goyst до озера Grottevann, на виході з якого зведена комбінована бетонна гребля складної конфігурації (platedam/hvelvdam). Hvelvdam — споруда з включеною у неї невеликою аркою, що дозволяє краще протистояти льодові. Grottevann має коливання рівня поверхні між позначками 1059 та 1064 метри НРМ та корисний об'єм лише 4 млн м3.
Goyst після Grottevann повертає на схід, тоді як дериваційна траса зберігає попередній напрямок, прямуючи тепер через тунель. Останній спершу перетинає верхню частину сточища Husvollelva (права притока Goyst, яка впадає в останню незадовго до озера Тінншо), отримуючи при цьому поповнення з:
- озера Sandremtjonni, котре належить до течії Husvollelva (крім того, вище по ній зведена гребля на невеликому озері Stortevatn);
- Bergbuae, правої притоки Husvollelva;
- озера Kalvetjonn та річки Torva, котрі належать до сточища ще однієї правої притоки Husvollelva. При цьому вище по течії Torva є гребля на малому озері Sannvatn, а до Kalvetjonn перекидають ресурс із розташованого західніше озера Vaervatn, котре належить вже до сточища Мони та дренується через ліву притоку останньої річки Vaerai (має гирло нижче за відому ГЕС Веморк). Для цього від Vaervatn прокладено тунель довжиною близько 2,5 км.
Минувши сточище Husvollelva, дериваційна траса перетинає водорозділ та потрапляє в долину Вестфіордален, якою тече Мона. Отримавши поповнення з останнього водозабору на озері Middoltjonne (дренується до Мони через Міддолу), тунель невдовзі змінює напрямок на східний та за три кілометри виходить до машинного залу. Всього ж головний тунель від Grottevann має довжину 17,3 км та завершується у верхній балансувальній камері.

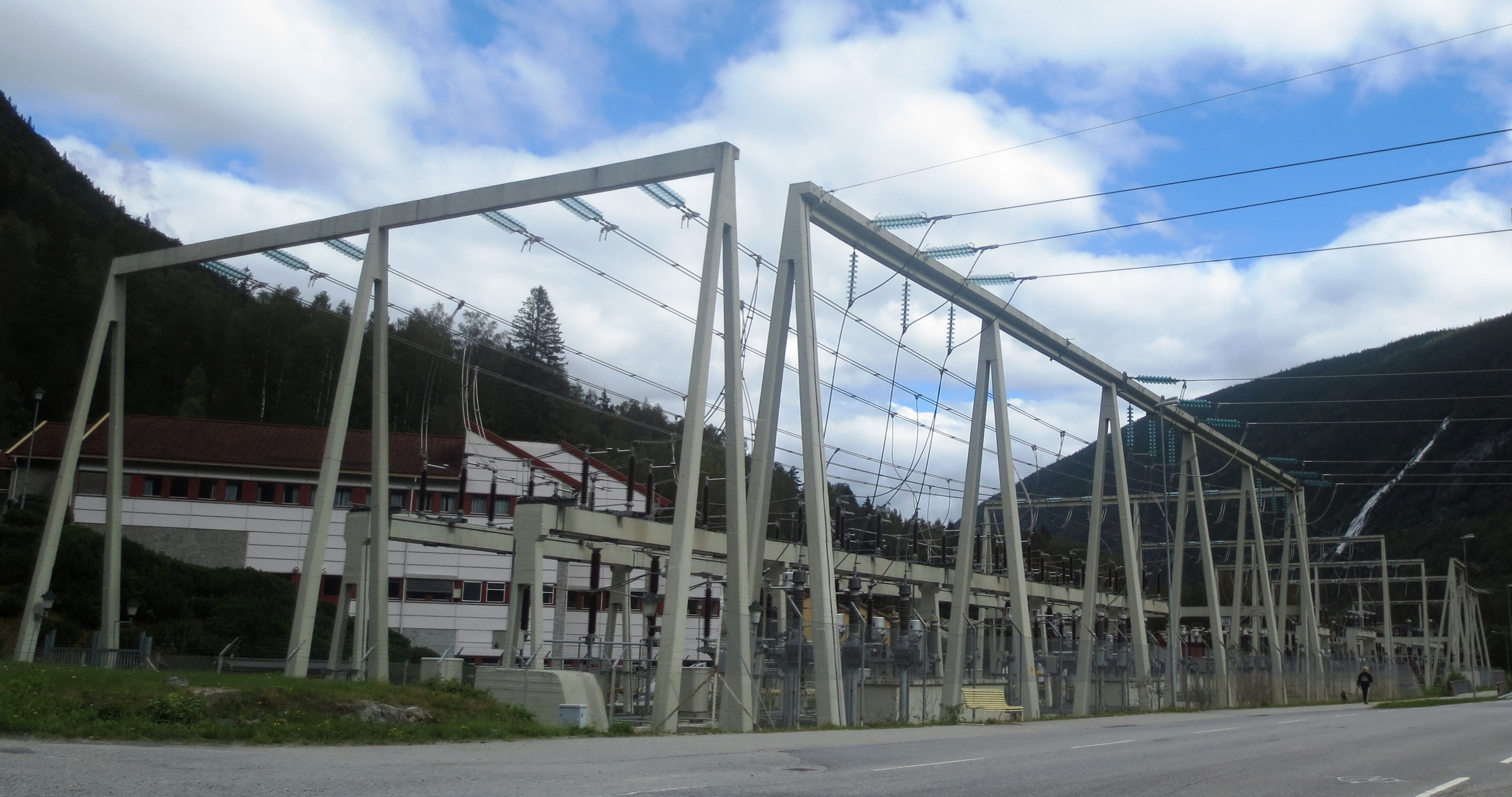
Трансформаторний майданчик станції

Через прокладені в скелі два напірні водоводи довжиною по 1,25 км ресурс потрапляє до спорудженого у підземному виконанні машинного залу, основне обладнання якого становлять п'ять однакових турбін типу Пелтон потужністю по 36 МВт. При напорі у 820 метрів вони забезпечують виробництво 1 млрд кВт-год електроенергії на рік. Можливо відзначити, що зведення станції почалось ще під час німецької окупації у 1941 році, проте так і не завершилось до кінця Другої світової війни. Виготовлені для ГЕС турбіни знайшлись в Німеччині у зоні окупації західних союзників, тоді як генератори опинились в радянському секторі. У підсумку гідроагрегати стали до ладу в період з 1948 по 1954 роки.
Відпрацьований ресурс відводиться до Мони, що протікає неподалік, при цьому навпроти випускає воду ГЕС Moflåt (наступна в каскаді долини Вестфіордален після ГЕС Согейм), а за кілька сотень метрів нижче за течією знаходиться гребля ГЕС Mæl (остання у каскаді перед озером Тінншо).
Видача продукції відбувається по ЛЕП, розрахованих на роботу під напругою 132 та 300 кВ.
Можливо також відзначити, що з 2002 року між сховищами Мор та Kalhovdfjorden працює мала ГЕС Stegaros (2,6 МВт).